# Голицын, Пётр Яковлевич

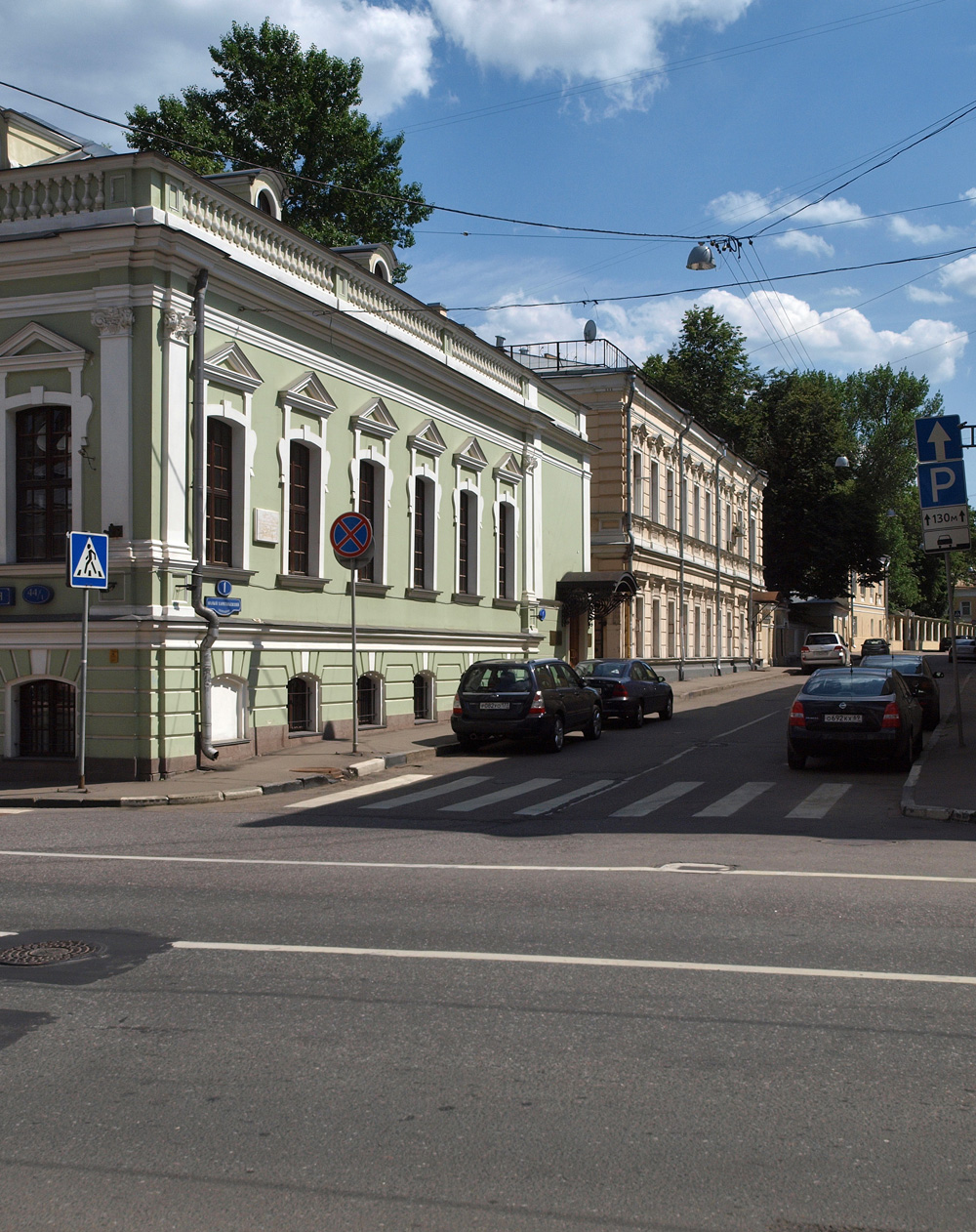
Угол Харитоньевского переулка.
Реставрация 1997 года возвратила фасадам усадьбы облик середины XVIII века.

Князь Пётр Яковлевич Голицын (13 мая 1719 — 8 сентября 1767) — генерал-майор из рода Голицыных, командир лейб-гвардии Конного полка (с 1764).
Старший сын князя Якова Алексеевича Голицына (1697—1749), капитана флота, и жены его Елены Петровны, дочери графа П. М. Апраксина. Племянник московского губернатора С. А. Голицына. Крещён в честь деда по материнской линии.
В год смерти отца приобрёл на углу Мясницкой улицы (д. 44) и Харитоньевского переулка двор «со всяким ветхим дворовым и хоромным строением и с садом» за 500 руб. Ему приписывается строительство здесь существующей ныне усадьбы (памятник архитектуры федерального значения), поскольку уже через четыре года это владение было продано за 1900 рублей.
Служил в лейб-гвардии Конном полку: в 1762—1763 годах — секунд-майор; после окончания Семилетней войны, в январе 1764 года назначен командиром полка с переводом в премьер-майоры. Через год награждён орденом Св. Анны. С. А. Порошин неоднократно сообщает о посещении Голицыным покоев престолонаследника, где за обедом велись разговоры «о несчастьи на род Голицыных во владение императрицы Анны Иоанновны» и о конной гвардии.
С 22 сентября 1766 года имел чин генерал-майора. После его смерти в 1767 году в возрасте 48 лет императрица распорядилась передать командование конной гвардией своему фавориту Г. Г. Орлову.

## Семья
Обвенчался 28 июня 1745 года с Марией Семёновной Плещеевой (1727—1776), наследницей подмосковного села Свиблово, которое она после смерти мужа продаст чете Высоцких. Похоронена в подмосковном Ново-Иерусалимском монастыре. Супруги имели четырёх дочерей:
- Марфа (1750—1780), жена премьер-майора Петра Александровича Собакина (1744—1821); её мраморное надгробие в Малом соборе Донского монастыря считается одной из лучших работ скульптора И. П. Мартоса[6][7]. 
  - Их сын камергер Александр Собакин (ум. 1837) не имел детей в браке с французской виконтессой Полиньяк[8].
- Елена (1752—1820), жена (с 9 февраля 1785 года)[9] польского посланника Огюста де Больё.
- Анна (1754—1820), жена (с 11 мая 1785 года) литератора и сановника Осипа Петровича Козодавлева (1753—1819).
- Елизавета (1763—1829), жена (с 8 июля 1786 года)[10] князя Михаила Петровича Хилкова (1748-1834); их дочь Анна за графом А. Н. Толстым.